# Danh sách cầu thủ tham dự Cúp Vàng CONCACAF 2011
Cúp Vàng CONCACAF 2011 là giải thi đấu bóng đá quốc tế của FIFA diễn ra ở Hoa Kỳ từ ngày 5 đến 25 tháng 6 năm 2011. 12 đội tham gia phải đăng ký danh sách 23 cầu thủ, chỉ có những cầu thủ được phép tham gia giải đấu. Các cầu thủ được lựa chọn chỉ có thể thay thế do chấn thương trong 24 giờ trước trận đấu đầu tiên của đội bóng. Danh sách được chốt vào ngày 21 tháng 5 năm 2011, 15 ngày trước trận đấu đầu tiên.

## Bảng A

### Costa Rica
Huấn luyện viên:  Ricardo La Volpe
| Số | Vt | Cầu thủ            | Ngày sinh (tuổi)            | Số trận | Câu lạc bộ          |
| -- | -- | ------------------ | --------------------------- | ------- | ------------------- |
| 1  | TM | Keylor Navas       | 15 tháng 12, 1986 (24 tuổi) | 23      | Albacete            |
| 2  | HV | Francisco Calvo    | 8 tháng 7, 1992 (18 tuổi)   | 0       | San Jacinto College |
| 3  | HV | Jhonny Acosta      | 21 tháng 7, 1983 (27 tuổi)  | 1       | Alajuelense         |
| 4  | HV | José Salvatierra   | 10 tháng 10, 1989 (21 tuổi) | 0       | Alajuelense         |
| 5  | TV | Celso Borges (c)   | 27 tháng 5, 1988 (23 tuổi)  | 31      | Fredrikstad         |
| 6  | HV | Heiner Mora        | 20 tháng 6, 1984 (26 tuổi)  | 9       | Saprissa            |
| 7  | TĐ | Christian Bolaños  | 17 tháng 5, 1984 (27 tuổi)  | 35      | Copenhagen          |
| 8  | TV | David Guzmán       | 18 tháng 2, 1990 (21 tuổi)  | 7       | Saprissa            |
| 9  | TĐ | Álvaro Saborío     | 25 tháng 3, 1982 (29 tuổi)  | 64      | Real Salt Lake      |
| 10 | TĐ | Bryan Ruiz         | 18 tháng 8, 1985 (25 tuổi)  | 34      | Fulham              |
| 11 | TV | Diego Madrigal     | 19 tháng 3, 1989 (22 tuổi)  | 6       | Cerro Porteño       |
| 12 | TĐ | Joel Campbell      | 26 tháng 6, 1992 (18 tuổi)  | 1       | Saprissa            |
| 14 | HV | Bryan Oviedo       | 18 tháng 2, 1990 (21 tuổi)  | 6       | Copenhagen          |
| 15 | HV | Júnior Díaz        | 12 tháng 9, 1983 (27 tuổi)  | 42      | Club Brugge         |
| 16 | TĐ | Marco Ureña        | 5 tháng 3, 1990 (21 tuổi)   | 13      | Kuban Krasnodar     |
| 17 | TĐ | Josué Martínez     | 25 tháng 3, 1990 (21 tuổi)  | 10      | Saprissa            |
| 18 | TM | Donny Grant        | 12 tháng 4, 1976 (35 tuổi)  | 6       | San Carlos          |
| 19 | HV | Óscar Duarte       | 3 tháng 6, 1989 (22 tuổi)   | 2       | Saprissa            |
| 20 | HV | Dennis Marshall    | 9 tháng 8, 1985 (25 tuổi)   | 15      | Aalborg             |
| 21 | TĐ | Randall Brenes     | 13 tháng 8, 1983 (27 tuổi)  | 10      | Cartaginés          |
| 22 | TV | José Miguel Cubero | 14 tháng 2, 1987 (24 tuổi)  | 8       | Herediano           |
| 23 | TM | Leonel Moreira     | 4 tháng 2, 1990 (21 tuổi)   | 0       | Herediano           |
| 24 | TV | Allen Guevara      | 16 tháng 4, 1989 (22 tuổi)  | 4       | Alajuelense         |

### Cuba
Huấn luyện viên: Raúl González Triana
| Số | Vt | Cầu thủ             | Ngày sinh (tuổi)            | Số trận | Câu lạc bộ          |
| -- | -- | ------------------- | --------------------------- | ------- | ------------------- |
| 1  | TM | Odelín Molina       | 3 tháng 8, 1974 (36 tuổi)   | 76      | Villa Clara         |
| 2  | TV | Carlos Francisco    | 22 tháng 5, 1990 (21 tuổi)  | 19      | Santiago de Cuba    |
| 3  | HV | Yénier Márquez      | 1 tháng 3, 1979 (32 tuổi)   | 91      | Villa Clara         |
| 4  | HV | Hánier Dranguet     | 27 tháng 4, 1982 (29 tuổi)  | 21      | Guantánamo          |
| 5  | HV | Jorge Luís Clavelo  | 8 tháng 8, 1982 (28 tuổi)   | 27      | Villa Clara         |
| 6  | TV | Yoel Colomé         | 15 tháng 10, 1982 (28 tuổi) | 24      | Ciudad de La Habana |
| 7  | TV | Marcel Hernández    | 11 tháng 4, 1989 (22 tuổi)  | 11      | Ciudad de La Habana |
| 8  | TV | Jaime Colomé (c)    | 30 tháng 6, 1979 (31 tuổi)  | 63      | Ciudad de La Habana |
| 9  | TĐ | Alain Cervantes     | 17 tháng 11, 1983 (27 tuổi) | 56      | Ciego de Ávila      |
| 10 | TĐ | Roberto Linares     | 10 tháng 2, 1986 (25 tuổi)  | 28      | Villa Clara         |
| 12 | TM | Julio Pichardo      | 10 tháng 1, 1990 (21 tuổi)  | 1       | Las Tunas           |
| 14 | HV | Aliannis Urgellés   | 25 tháng 6, 1985 (25 tuổi)  | 28      | Guantánamo          |
| 15 | TĐ | Yaudel Lahera       | 9 tháng 2, 1991 (20 tuổi)   | 5       | Ciudad de La Habana |
| 16 | HV | Reysander Fernández | 22 tháng 8, 1984 (26 tuổi)  | 57      | Ciego de Ávila      |
| 17 | TĐ | Yosniel Mesa        | 11 tháng 5, 1984 (27 tuổi)  | 6       | Cienfuegos          |
| 18 | TV | Dagoberto Quesada   | 6 tháng 10, 1987 (23 tuổi)  | 7       | Camagüey            |
| 19 | TV | Francisco Carrazana | 23 tháng 12, 1985 (25 tuổi) | 1       | Cienfuegos          |
| 20 | TV | Alberto Gómez       | 12 tháng 2, 1988 (23 tuổi)  | 5       | Guantánamo          |

Yosniel Mesa defected to the Hoa Kỳ

### El Salvador
Huấn luyện viên:  Rubén Israel
| Số | Vt | Cầu thủ             | Ngày sinh (tuổi)            | Số trận | Câu lạc bộ       |
| -- | -- | ------------------- | --------------------------- | ------- | ---------------- |
| 1  | TM | Miguel Montes       | 12 tháng 2, 1980 (31 tuổi)  | 38      | Isidro Metapán   |
| 2  | HV | Xavier García       | 26 tháng 6, 1990 (20 tuổi)  | 8       | Luis Ángel Firpo |
| 3  | HV | Marvin González (c) | 17 tháng 4, 1982 (29 tuổi)  | 82      | Águila           |
| 4  | HV | Steve Purdy         | 5 tháng 2, 1985 (26 tuổi)   | 0       | Portland Timbers |
| 5  | HV | Víctor Turcios      | 13 tháng 4, 1988 (23 tuổi)  | 18      | Luis Ángel Firpo |
| 6  | TV | Shawn Martin        | 15 tháng 2, 1987 (24 tuổi)  | 28      | Águila           |
| 7  | TV | Ramón Sánchez       | 25 tháng 5, 1982 (29 tuổi)  | 65      | Águila           |
| 8  | TV | Osael Romero        | 18 tháng 4, 1986 (25 tuổi)  | 51      | Águila           |
| 9  | TĐ | Rudis Corrales      | 6 tháng 11, 1979 (31 tuổi)  | 71      | Alianza          |
| 10 | TV | Eliseo Quintanilla  | 5 tháng 2, 1983 (28 tuổi)   | 51      | Municipal        |
| 11 | TĐ | Rodolfo Zelaya      | 3 tháng 7, 1988 (22 tuổi)   | 24      | Alianza          |
| 12 | TV | Arturo Alvarez      | 28 tháng 6, 1985 (25 tuổi)  | 16      | Real Salt Lake   |
| 13 | HV | Deris Umanzor       | 7 tháng 1, 1980 (31 tuổi)   | 43      | Águila           |
| 14 | TV | Dennis Alas         | 10 tháng 1, 1985 (26 tuổi)  | 56      | Luis Ángel Firpo |
| 15 | TV | Edwin Sánchez       | 21 tháng 2, 1990 (21 tuổi)  | 6       | UES              |
| 16 | TV | Jaime Alas          | 30 tháng 7, 1989 (21 tuổi)  | 10      | Luis Ángel Firpo |
| 17 | TĐ | Léster Blanco       | 17 tháng 1, 1989 (22 tuổi)  | 10      | Isidro Metapán   |
| 18 | TM | Dagoberto Portillo  | 16 tháng 11, 1979 (31 tuổi) | 11      | Once Municipal   |
| 19 | HV | Reynaldo Hernández  | 11 tháng 11, 1984 (26 tuổi) | 4       | Vista Hermosa    |
| 20 | TV | Andrés Flores       | 31 tháng 8, 1990 (20 tuổi)  | 13      | Isidro Metapán   |
| 21 | TV | Gilberto Baires     | 11 tháng 4, 1990 (21 tuổi)  | 5       | Atlético Marte   |
| 22 | TM | Juan José Gómez     | 8 tháng 11, 1980 (30 tuổi)  | 61      | Luis Ángel Firpo |
| 23 | HV | Luis Anaya          | 19 tháng 5, 1981 (30 tuổi)  | 29      | UES              |

### Mexico
Huấn luyện viên: José Manuel de la Torre
| Số | Vt | Cầu thủ              | Ngày sinh (tuổi)            | Số trận | Câu lạc bộ          |
| -- | -- | -------------------- | --------------------------- | ------- | ------------------- |
| 1  | TM | Guillermo Ochoa*     | 13 tháng 7, 1985 (25 tuổi)  | 44      | América             |
| 2  | HV | Francisco Rodríguez* | 20 tháng 10, 1981 (29 tuổi) | 60      | PSV                 |
| 3  | HV | Carlos Salcido       | 2 tháng 4, 1980 (31 tuổi)   | 85      | Fulham              |
| 4  | HV | Rafael Márquez (c)   | 13 tháng 2, 1979 (32 tuổi)  | 100     | New York Red Bulls  |
| 5  | HV | Ricardo Osorio       | 30 tháng 3, 1980 (31 tuổi)  | 81      | Monterrey           |
| 6  | TV | Gerardo Torrado      | 30 tháng 4, 1979 (32 tuổi)  | 126     | Cruz Azul           |
| 7  | TĐ | Pablo Barrera        | 21 tháng 6, 1987 (23 tuổi)  | 32      | West Ham United     |
| 8  | TV | Israel Castro        | 20 tháng 12, 1980 (30 tuổi) | 37      | UNAM                |
| 9  | TĐ | Aldo de Nigris       | 22 tháng 7, 1983 (27 tuổi)  | 7       | Monterrey           |
| 10 | TĐ | Giovani dos Santos   | 11 tháng 5, 1989 (22 tuổi)  | 39      | Racing Santander    |
| 11 | TĐ | Ángel Reyna          | 19 tháng 9, 1984 (26 tuổi)  | 4       | América             |
| 12 | TM | Alfredo Talavera     | 18 tháng 9, 1982 (28 tuổi)  | 1       | Toluca              |
| 13 | TV | Jesús Zavala         | 21 tháng 7, 1987 (23 tuổi)  | 1       | Monterrey           |
| 14 | TĐ | Javier Hernández     | 1 tháng 6, 1988 (23 tuổi)   | 23      | Manchester United   |
| 15 | HV | Héctor Moreno        | 17 tháng 1, 1988 (23 tuổi)  | 19      | AZ                  |
| 16 | TV | Efraín Juárez        | 22 tháng 2, 1988 (23 tuổi)  | 28      | Celtic              |
| 17 | TV | Sinha*               | 23 tháng 5, 1976 (35 tuổi)  | 51      | Toluca              |
| 18 | TV | Andrés Guardado      | 28 tháng 9, 1986 (24 tuổi)  | 66      | Deportivo La Coruña |
| 19 | HV | Édgar Dueñas*        | 5 tháng 3, 1983 (28 tuổi)   | 7       | Toluca              |
| 20 | HV | Jorge Torres Nilo    | 16 tháng 1, 1988 (23 tuổi)  | 11      | UANL                |
| 21 | TV | Christian Bermúdez*  | 26 tháng 4, 1987 (24 tuổi)  | 1       | Atlante             |
| 22 | TĐ | Elías Hernández      | 29 tháng 4, 1988 (23 tuổi)  | 6       | Morelia             |
| 23 | TM | Jonathan Orozco      | 12 tháng 5, 1986 (25 tuổi)  | 1       | Monterrey           |

Giải đấu thông báo rằng vào ngày 9 tháng 6 năm 2011, 5 cầu thủ Mexico, Sinha, Christian Bermúdez, Édgar Dueñas, Francisco Javier Rodríguez và Guillermo Ochoa, đều dương tính với clenbuterol trước khi Cúp Vàng khởi tranh và vì vậy rút khỏi câu lạc bộ. Ban Tổ chức Cúp Vàng CONCACAF thông báo vào ngày 19 tháng 6 rằng Mexico được phép thay thế các cầu thủ bị đuổi. Mexico triệu tập thêm 5 cầu thủ để thay thế:
| Số | Vt | Cầu thủ                       | Ngày sinh (tuổi)           | Số trận | Câu lạc bộ  |
| -- | -- | ----------------------------- | -------------------------- | ------- | ----------- |
| 1  | TM | Luis Ernesto Michel (standby) | 21 tháng 7, 1979 (31 tuổi) | 5       | Guadalajara |
| 2  | HV | Héctor Reynoso                | 3 tháng 10, 1980 (30 tuổi) | 0       | Guadalajara |
| 17 | HV | Paul Aguilar                  | 6 tháng 3, 1986 (25 tuổi)  | 15      | Pachuca     |
| 19 | TĐ | Marco Fabián (standby)        | 21 tháng 7, 1989 (21 tuổi) | 0       | Guadalajara |
| 21 | HV | Hiram Mier                    | 25 tháng 8, 1989 (21 tuổi) | 1       | Monterrey   |

## Bảng B

### Guatemala
Huấn luyện viên:  Ever Hugo Almeida
| Số | Vt | Cầu thủ                | Ngày sinh (tuổi)            | Số trận | Câu lạc bộ         |
| -- | -- | ---------------------- | --------------------------- | ------- | ------------------ |
| 1  | TM | Ricardo Jerez, Jr.     | 4 tháng 2, 1986 (25 tuổi)   | 5       | USAC               |
| 2  | HV | Henry Medina           | 16 tháng 3, 1981 (30 tuổi)  | 22      | Heredia            |
| 3  | HV | Cristian Noriega       | 20 tháng 3, 1987 (24 tuổi)  | 17      | Municipal          |
| 4  | HV | Carlos Castrillo       | 16 tháng 5, 1985 (26 tuổi)  | 12      | Comunicaciones     |
| 5  | HV | Carlos Gallardo        | 8 tháng 4, 1984 (27 tuổi)   | 21      | USAC               |
| 6  | HV | Gustavo Cabrera        | 13 tháng 12, 1979 (31 tuổi) | 81      | Municipal          |
| 7  | HV | Elías Vásquez          | 18 tháng 6, 1992 (18 tuổi)  | 0       | Comunicaciones     |
| 8  | TV | Gonzalo Romero         | 25 tháng 3, 1975 (36 tuổi)  | 73      | Municipal          |
| 9  | TV | Wilfred Velásquez      | 10 tháng 9, 1985 (25 tuổi)  | 4       | Suchitepéquez      |
| 10 | TV | José Manuel Contreras  | 19 tháng 1, 1986 (25 tuổi)  | 28      | Comunicaciones     |
| 11 | TĐ | Henry David López      | 8 tháng 8, 1992 (18 tuổi)   | 0       | Noroeste           |
| 12 | TM | Paulo César Motta      | 29 tháng 3, 1982 (29 tuổi)  | 13      | Mictlán            |
| 13 | HV | Edwin González         | 22 tháng 2, 1982 (29 tuổi)  | 6       | Mictlán            |
| 14 | TV | Carlos Figueroa        | 19 tháng 4, 1980 (31 tuổi)  | 38      | Xelajú             |
| 15 | TV | Manuel León            | 23 tháng 9, 1987 (23 tuổi)  | 1       | USAC               |
| 16 | TV | Marco Pappa            | 15 tháng 11, 1987 (23 tuổi) | 15      | Chicago Fire       |
| 17 | TĐ | Dwight Pezzarossi      | 4 tháng 9, 1979 (31 tuổi)   | 54      | Comunicaciones     |
| 18 | TĐ | Óscar Isaula           | 9 tháng 10, 1982 (28 tuổi)  | 0       | Malacateco         |
| 19 | TV | José Javier del Aguila | 7 tháng 3, 1991 (20 tuổi)   | 0       | Comunicaciones     |
| 20 | TĐ | Carlos Ruiz (c)        | 15 tháng 9, 1979 (31 tuổi)  | 87      | Philadelphia Union |
| 21 | TM | Juan Paredes           | 27 tháng 11, 1984 (26 tuổi) | 0       | Comunicaciones     |
| 23 | TĐ | Jairo Arreola          | 20 tháng 9, 1985 (25 tuổi)  | 2       | Comunicaciones     |
| 24 | HV | Jonathan López         | 10 tháng 5, 1988 (23 tuổi)  | 4       | Marquense          |

### Grenada
Huấn luyện viên:  Mike Adams
| Số | Vt | Cầu thủ             | Ngày sinh (tuổi)            | Số trận | Câu lạc bộ           |
| -- | -- | ------------------- | --------------------------- | ------- | -------------------- |
| 1  | TM | Andray Baptiste     | 15 tháng 4, 1977 (34 tuổi)  |         | Ashford Town         |
| 2  | HV | David Cyrus         | 8 tháng 3, 1989 (22 tuổi)   |         | Bradford Park Avenue |
| 3  | HV | Shanon Phillip      | 9 tháng 11, 1988 (22 tuổi)  |         | Hurricane            |
| 4  | TV | Craig Rocastle      | 17 tháng 8, 1981 (29 tuổi)  |         | Sporting Kansas City |
| 5  | HV | Cassim Langaigne    | 27 tháng 2, 1980 (31 tuổi)  |         | Hurricane            |
| 6  | HV | Marc Marshall       | 24 tháng 12, 1985 (25 tuổi) |         | G.B.S.S.             |
| 7  | TĐ | Marcus Julien       | 30 tháng 12, 1986 (24 tuổi) |         | E.S.S.               |
| 8  | TĐ | Delroy Facey        | 22 tháng 4, 1980 (31 tuổi)  |         | Lincoln City         |
| 9  | TV | Ricky Charles       | 19 tháng 6, 1975 (35 tuổi)  |         | Q.P.R.               |
| 11 | TV | Anthony Modeste (c) | 30 tháng 8, 1975 (35 tuổi)  |         | Portmore United      |
| 12 | TĐ | Clive Murray        | 5 tháng 12, 1990 (20 tuổi)  |         | Paradise             |
| 13 | TV | Dwayne Leo          | 28 tháng 6, 1982 (28 tuổi)  |         | South Stars          |
| 14 | HV | Leon Johnson        | 10 tháng 5, 1981 (30 tuổi)  |         | Wycombe Wanderers    |
| 15 | HV | Anthony Straker     | 23 tháng 9, 1988 (22 tuổi)  |         | Aldershot Town       |
| 16 | TV | Lancaster Joseph    | 27 tháng 8, 1982 (28 tuổi)  |         | Hurricane            |
| 17 | TV | Moron Phillip       | 19 tháng 3, 1992 (19 tuổi)  |         | Hurricane            |
| 19 | TV | Patrick Modeste     | 30 tháng 9, 1976 (34 tuổi)  |         | Q.P.R.               |
| 20 | TV | Shane Rennie        | 14 tháng 12, 1986 (24 tuổi) |         | Paradise             |
| 21 | TV | Shalrie Joseph      | 24 tháng 5, 1978 (33 tuổi)  |         | New Anh Revolution   |
| 22 | TĐ | Bradley Bubb        | 20 tháng 5, 1987 (23 tuổi)  |         | Aldershot Town       |
| 23 | TV | Junior Williams     | 3 tháng 11, 1987 (23 tuổi)  |         | Q.P.R.               |
| 30 | TM | Shemel Louison      | 9 tháng 8, 1990 (20 tuổi)   |         | Fontenoy United      |
| 34 | TM | Desmond Noel        | 28 tháng 11, 1974 (36 tuổi) |         | Q.P.R.               |

### Honduras
Huấn luyện viên:  Luis Fernando Suárez
| Số | Vt | Cầu thủ             | Ngày sinh (tuổi)            | Số trận | Câu lạc bộ           |
| -- | -- | ------------------- | --------------------------- | ------- | -------------------- |
| 1  | TM | Orlin Vallecillo    | 1 tháng 7, 1983 (27 tuổi)   | 8       | Marathón             |
| 2  | HV | Osman Chávez        | 29 tháng 7, 1984 (26 tuổi)  | 36      | Wisła Kraków         |
| 4  | HV | Johnny Leverón      | 7 tháng 2, 1990 (21 tuổi)   | 8       | Motagua              |
| 5  | HV | Víctor Bernárdez    | 24 tháng 5, 1982 (29 tuổi)  | 42      | Lierse               |
| 6  | TV | Hendry Thomas       | 23 tháng 2, 1985 (26 tuổi)  | 46      | Wigan Athletic       |
| 7  | TV | Emil Martínez       | 17 tháng 9, 1982 (28 tuổi)  | 59      | Marathón             |
| 8  | TV | Wilson Palacios     | 29 tháng 7, 1984 (26 tuổi)  | 74      | Tottenham Hotspur    |
| 9  | TĐ | Jerry Bengtson      | 8 tháng 4, 1987 (24 tuổi)   | 8       | Motagua              |
| 10 | TV | Ramón Núñez         | 14 tháng 11, 1985 (25 tuổi) | 40      | Leeds United         |
| 12 | TV | Alfredo Mejía       | 3 tháng 4, 1990 (21 tuổi)   | 5       | Real España          |
| 13 | TĐ | Carlo Costly        | 18 tháng 7, 1982 (28 tuổi)  | 42      | Atlas                |
| 14 | TV | Óscar García        | 4 tháng 9, 1984 (26 tuổi)   | 50      | Olimpia              |
| 15 | TĐ | Walter Martínez     | 28 tháng 3, 1982 (29 tuổi)  | 45      | Beijing Guoan        |
| 16 | HV | Mauricio Sabillón   | 11 tháng 11, 1978 (32 tuổi) | 34      | Marathón             |
| 17 | TV | Roger Espinoza      | 25 tháng 10, 1986 (24 tuổi) | 16      | Sporting Kansas City |
| 18 | TM | Noel Valladares (c) | 3 tháng 5, 1977 (34 tuổi)   | 88      | Olimpia              |
| 19 | TV | Javier Portillo     | 10 tháng 6, 1981 (29 tuổi)  | 0       | Vida                 |
| 21 | HV | Juan Garcia         | 8 tháng 3, 1988 (23 tuổi)   | 0       | Olimpia              |
| 22 | TM | Donis Escober       | 3 tháng 2, 1980 (31 tuổi)   | 12      | Olimpia              |
| 23 | TV | Edder Delgado       | 20 tháng 11, 1986 (24 tuổi) | 4       | Real España          |
| 24 | HV | Brayan Bekeles      | 28 tháng 11, 1985 (25 tuổi) | 3       | Vida                 |
| 25 | TĐ | Eddie Hernández     | 28 tháng 1, 1991 (20 tuổi)  | 0       | Platense             |

### Jamaica
Huấn luyện viên: Theodore Whitmore
| Số | Vt | Cầu thủ           | Ngày sinh (tuổi)            | Số trận | Câu lạc bộ           |
| -- | -- | ----------------- | --------------------------- | ------- | -------------------- |
| 1  | TM | Donovan Ricketts  | 7 tháng 6, 1977 (33 tuổi)   | 84      | Los Angeles Galaxy   |
| 2  | TV | Richard Edwards   | 29 tháng 7, 1983 (27 tuổi)  | 24      | Harbour View         |
| 3  | HV | Dicoy Williams    | 7 tháng 10, 1986 (24 tuổi)  | 8       | Toronto FC           |
| 4  | HV | Shavar Thomas (c) | 29 tháng 1, 1981 (30 tuổi)  | 40      | Sporting Kansas City |
| 5  | HV | Ian Goodison      | 21 tháng 11, 1972 (38 tuổi) | 113     | Tranmere Rovers      |
| 6  | HV | Jermaine Taylor   | 14 tháng 1, 1985 (26 tuổi)  | 51      | Houston Dynamo       |
| 7  | TV | Jason Morrison    | 7 tháng 6, 1984 (26 tuổi)   | 25      | Aalesund             |
| 8  | HV | Eric Vernan       | 4 tháng 7, 1987 (23 tuổi)   | 23      | Portmore United      |
| 9  | TĐ | Ryan Johnson      | 26 tháng 11, 1984 (26 tuổi) | 11      | San Jose Earthquakes |
| 10 | TĐ | Omar Cummings     | 13 tháng 7, 1982 (28 tuổi)  | 23      | Colorado Rapids      |
| 11 | TV | Dane Richards     | 14 tháng 12, 1983 (27 tuổi) | 28      | New York Red Bulls   |
| 12 | TV | Demar Phillips    | 23 tháng 9, 1983 (27 tuổi)  | 42      | Aalesund             |
| 13 | TM | Dwayne Miller     | 14 tháng 7, 1987 (23 tuổi)  | 18      | Syrianska            |
| 14 | HV | Tyrone Marshall   | 12 tháng 11, 1974 (36 tuổi) | 82      | Colorado Rapids      |
| 15 | TV | Je-Vaughn Watson  | 22 tháng 10, 1983 (27 tuổi) | 8       | Houston Dynamo       |
| 16 | TV | Omar Daley        | 25 tháng 4, 1981 (30 tuổi)  | 63      | Bradford City        |
| 17 | TV | Rodolph Austin    | 1 tháng 6, 1985 (26 tuổi)   | 38      | Brann                |
| 18 | TV | Keammar Daley     | 18 tháng 2, 1988 (23 tuổi)  | 15      | Tivoli Gardens       |
| 19 | HV | Adrian Reid       | 10 tháng 3, 1985 (26 tuổi)  | 24      | Vålerenga            |
| 20 | TĐ | Navion Boyd       | 10 tháng 10, 1988 (22 tuổi) | 12      | Tivoli Gardens       |
| 21 | TĐ | Luton Shelton     | 11 tháng 11, 1985 (25 tuổi) | 55      | Vålerenga            |
| 22 | TV | Damion Williams   | 20 tháng 2, 1981 (30 tuổi)  | 12      | Nybergsund           |
| 23 | TM | Duwayne Kerr      | 16 tháng 1, 1987 (24 tuổi)  | 6       | Strømmen             |

## Bảng C

### Canada
Huấn luyện viên:  Stephen Hart
| Số | Vt | Cầu thủ                     | Ngày sinh (tuổi)            | Số trận | Câu lạc bộ             |
| -- | -- | --------------------------- | --------------------------- | ------- | ---------------------- |
| 1  | TM | Lars Hirschfeld             | 17 tháng 10, 1978 (32 tuổi) | 33      | Vålerenga              |
| 2  | TV | Nik Ledgerwood              | 16 tháng 1, 1985 (26 tuổi)  | 7       | Wehen Wiesbaden        |
| 3  | HV | Mike Klukowski              | 27 tháng 5, 1981 (30 tuổi)  | 29      | Manisaspor             |
| 4  | HV | Kevin McKenna (c)           | 21 tháng 1, 1980 (31 tuổi)  | 49      | 1. FC Köln             |
| 5  | HV | André Hainault              | 17 tháng 6, 1986 (24 tuổi)  | 18      | Houston Dynamo         |
| 6  | TV | Julian de Guzman            | 25 tháng 3, 1981 (30 tuổi)  | 44      | Toronto FC             |
| 7  | TV | Terry Dunfield              | 20 tháng 2, 1982 (29 tuổi)  | 2       | Vancouver Whitecaps FC |
| 8  | TV | Will Johnson                | 21 tháng 1, 1987 (24 tuổi)  | 15      | Real Salt Lake         |
| 9  | TĐ | Rob Friend                  | 23 tháng 1, 1981 (30 tuổi)  | 29      | Hertha BSC             |
| 10 | TĐ | Ali Gerba                   | 4 tháng 9, 1981 (29 tuổi)   | 29      | Montreal Impact        |
| 11 | TV | Josh Simpson                | 15 tháng 5, 1983 (28 tuổi)  | 32      | Manisaspor             |
| 12 | TV | Pedro Pacheco               | 27 tháng 6, 1984 (26 tuổi)  | 3       | Santa Clara            |
| 13 | TV | Atiba Hutchinson            | 8 tháng 2, 1983 (28 tuổi)   | 52      | PSV                    |
| 14 | TV | Dwayne De Rosario           | 15 tháng 5, 1978 (33 tuổi)  | 55      | New York Red Bulls     |
| 15 | HV | David Edgar                 | 19 tháng 5, 1987 (24 tuổi)  | 2       | Burnley                |
| 16 | TĐ | Tosaint Ricketts            | 6 tháng 8, 1987 (23 tuổi)   | 2       | Politehnica Timișoara  |
| 17 | TĐ | Simeon Jackson              | 28 tháng 3, 1987 (24 tuổi)  | 15      | Norwich City           |
| 18 | TM | Milan Borjan                | 23 tháng 10, 1987 (23 tuổi) | 2       | Rad Beograd            |
| 19 | TV | Marcel de Jong              | 15 tháng 10, 1986 (24 tuổi) | 16      | FC Augsburg            |
| 20 | HV | Jaime Peters                | 4 tháng 5, 1987 (24 tuổi)   | 24      | Ipswich Town           |
| 21 | TV | Jonathan Beaulieu-Bourgault | 27 tháng 9, 1988 (22 tuổi)  | 3       | Preußen Münster        |
| 22 | TM | Haidar Al-Shaïbani          | 31 tháng 3, 1984 (27 tuổi)  | 1       | Nîmes                  |
| 23 | TV | Issey Nakajima-Farran       | 16 tháng 5, 1984 (27 tuổi)  | 24      | Horsens                |

### Guadeloupe
Huấn luyện viên: Roger Salnot
| Số | Vt | Cầu thủ             | Ngày sinh (tuổi)           | Số trận | Câu lạc bộ           |
| -- | -- | ------------------- | -------------------------- | ------- | -------------------- |
| 1  | TM | Franck Grandel      | 17 tháng 3, 1978 (33 tuổi) | 13      | Dijon                |
| 2  | HV | Miguel Comminges    | 16 tháng 3, 1982 (29 tuổi) | 10      | Southend United      |
| 3  | HV | Stéphane Zubar      | 9 tháng 10, 1986 (24 tuổi) | 0       | Plymouth Argyle      |
| 4  | HV | Ulick Lupede        | 1 tháng 6, 1984 (27 tuổi)  | 4       | Covilhã              |
| 5  | HV | Eddy Viator         | 2 tháng 6, 1982 (29 tuổi)  | 11      | Unattached           |
| 6  | TV | David Fleurival     | 19 tháng 2, 1984 (27 tuổi) | 14      | Metz                 |
| 7  | TĐ | Loïc Loval          | 28 tháng 9, 1981 (29 tuổi) | 13      | Vannes               |
| 8  | TV | Dimitri Fautrai     | 24 tháng 2, 1986 (25 tuổi) | 5       | Morne-à-l'Eau        |
| 9  | TĐ | Ludovic Gotin       | 25 tháng 7, 1985 (25 tuổi) | 20      | Le Moule             |
| 10 | TV | Therry Racon        | 1 tháng 5, 1984 (27 tuổi)  | 0       | Charlton Athletic    |
| 11 | TV | Livio Nabab         | 14 tháng 6, 1988 (22 tuổi) | 8       | Caen                 |
| 12 | TV | Thomas Gamiette     | 21 tháng 6, 1986 (24 tuổi) | 4       | Reims                |
| 13 | HV | Jean-Luc Lambourde  | 10 tháng 4, 1980 (31 tuổi) | 37      | Amical Club          |
| 14 | TV | Grégory Gendrey     | 10 tháng 7, 1986 (24 tuổi) | 20      | Olympic Charleroi    |
| 15 | HV | Julien Ictoi        | 22 tháng 3, 1978 (33 tuổi) | 12      | Le Moule             |
| 16 | TM | Fabrice Mercury     | 6 tháng 8, 1981 (29 tuổi)  | 14      | Le Moule             |
| 17 | TĐ | Cédric Collet       | 7 tháng 3, 1984 (27 tuổi)  | 11      | Beauvais             |
| 18 | TĐ | Brice Jovial        | 25 tháng 1, 1984 (27 tuổi) | 0       | Le Havre             |
| 19 | TV | Stéphane Auvray (c) | 4 tháng 9, 1981 (29 tuổi)  | 19      | Sporting Kansas City |
| 20 | TV | Larry Clavier       | 9 tháng 1, 1981 (30 tuổi)  | 10      | Freamunde            |
| 21 | TĐ | Richard Socrier     | 28 tháng 3, 1979 (32 tuổi) | 5       | Ajaccio              |
| 22 | HV | Mickaël Tacalfred   | 23 tháng 4, 1981 (30 tuổi) | 8       | Reims                |
| 23 | TM | Christophe Olol     | 30 tháng 8, 1980 (30 tuổi) | 0       | Sainte-Rose          |

### Panama
Huấn luyện viên: Julio Dely Valdés
| Số | Vt | Cầu thủ           | Ngày sinh (tuổi)            | Số trận | Câu lạc bộ           |
| -- | -- | ----------------- | --------------------------- | ------- | -------------------- |
| 1  | TM | Jaime Penedo      | 26 tháng 9, 1981 (29 tuổi)  |         | Municipal            |
| 3  | HV | Harold Cummings   | 1 tháng 3, 1992 (19 tuổi)   |         | River Plate          |
| 4  | TV | Aramis Haywood    | 3 tháng 4, 1985 (26 tuổi)   |         | Plaza Amador         |
| 5  | HV | Román Torres      | 20 tháng 3, 1986 (25 tuổi)  |         | Atlético Nacional    |
| 6  | TV | Gabriel Gómez     | 29 tháng 5, 1984 (27 tuổi)  |         | La Equidad           |
| 7  | TĐ | Blas Pérez        | 13 tháng 3, 1981 (30 tuổi)  |         | León                 |
| 8  | TĐ | Gabriel Torres    | 13 tháng 10, 1988 (22 tuổi) |         | San Francisco        |
| 9  | TĐ | Renán Addles      | 7 tháng 11, 1989 (21 tuổi)  |         | The Strongest        |
| 10 | TV | Nelson Barahona   | 22 tháng 11, 1987 (23 tuổi) |         | Caracas              |
| 11 | TV | Armando Cooper    | 26 tháng 11, 1987 (23 tuổi) |         | Árabe Unido          |
| 12 | TM | Luis Mejía        | 16 tháng 3, 1991 (20 tuổi)  |         | Toulouse             |
| 13 | HV | Adolfo Machado    | 14 tháng 2, 1985 (26 tuổi)  |         | Comunicaciones       |
| 14 | HV | Eduardo Dasent    | 12 tháng 10, 1988 (22 tuổi) |         | Atlético Bucaramanga |
| 15 | HV | Eric Davis        | 31 tháng 3, 1991 (20 tuổi)  |         | Árabe Unido          |
| 16 | TĐ | Luis Rentería     | 13 tháng 9, 1988 (22 tuổi)  |         | Real Cartagena       |
| 17 | HV | Luis Henríquez    | 23 tháng 11, 1981 (29 tuổi) |         | Lech Poznań          |
| 18 | TĐ | Luis Tejada       | 23 tháng 8, 1982 (28 tuổi)  |         | Juan Aurich          |
| 19 | TV | Alberto Quintero  | 18 tháng 12, 1987 (23 tuổi) |         | Ontinyent            |
| 20 | TV | Aníbal Godoy      | 10 tháng 2, 1990 (21 tuổi)  |         | Chepo                |
| 21 | TV | Amílcar Henríquez | 2 tháng 8, 1983 (27 tuổi)   |         | Atlético Huila       |
| 22 | TV | Eybir Bonaga      | 19 tháng 5, 1986 (25 tuổi)  |         | San Francisco        |
| 23 | HV | Felipe Baloy (c)  | 24 tháng 2, 1981 (30 tuổi)  |         | Santos Laguna        |
| 24 | TM | Kevin Melgar      | 19 tháng 11, 1992 (18 tuổi) |         | Alianza              |

### Hoa Kỳ
Huấn luyện viên:  Bob Bradley
| Số | Vt | Cầu thủ              | Ngày sinh (tuổi)            | Số trận | Câu lạc bộ               |
| -- | -- | -------------------- | --------------------------- | ------- | ------------------------ |
| 1  | TM | Tim Howard           | 6 tháng 3, 1979 (32 tuổi)   | 58      | Everton                  |
| 2  | HV | Jonathan Spector     | 1 tháng 3, 1986 (25 tuổi)   | 30      | West Ham United          |
| 3  | HV | Carlos Bocanegra (c) | 25 tháng 5, 1979 (32 tuổi)  | 87      | Saint-Étienne            |
| 4  | TV | Michael Bradley      | 31 tháng 7, 1987 (23 tuổi)  | 52      | Borussia Mönchengladbach |
| 5  | HV | Oguchi Onyewu        | 13 tháng 5, 1982 (29 tuổi)  | 59      | FC Twente                |
| 6  | HV | Steve Cherundolo     | 19 tháng 2, 1979 (32 tuổi)  | 65      | Hannover 96              |
| 7  | TV | Maurice Edu          | 18 tháng 4, 1986 (25 tuổi)  | 21      | Rangers                  |
| 8  | TĐ | Clint Dempsey        | 9 tháng 3, 1983 (28 tuổi)   | 70      | Fulham                   |
| 9  | TĐ | Juan Agudelo         | 23 tháng 11, 1992 (18 tuổi) | 4       | New York Red Bulls       |
| 10 | TĐ | Landon Donovan       | 4 tháng 3, 1982 (29 tuổi)   | 130     | Los Angeles Galaxy       |
| 11 | TĐ | Chris Wondolowski    | 28 tháng 1, 1983 (28 tuổi)  | 1       | San Jose Earthquakes     |
| 12 | HV | Jonathan Bornstein   | 7 tháng 11, 1984 (26 tuổi)  | 37      | UANL                     |
| 13 | TV | Jermaine Jones       | 3 tháng 11, 1981 (29 tuổi)  | 4       | Schalke 04               |
| 14 | HV | Eric Lichaj          | 17 tháng 11, 1988 (22 tuổi) | 3       | Aston Villa              |
| 15 | HV | Tim Ream             | 5 tháng 10, 1987 (23 tuổi)  | 3       | New York Red Bulls       |
| 16 | TV | Sacha Kljestan       | 9 tháng 9, 1985 (25 tuổi)   | 26      | Anderlecht               |
| 17 | TĐ | Jozy Altidore        | 6 tháng 11, 1989 (21 tuổi)  | 34      | Villarreal               |
| 18 | TM | Nick Rimando         | 17 tháng 6, 1979 (31 tuổi)  | 5       | Real Salt Lake           |
| 19 | TV | Robbie Rogers        | 12 tháng 5, 1987 (24 tuổi)  | 13      | Columbus Crew            |
| 20 | TĐ | Freddy Adu           | 2 tháng 6, 1989 (22 tuổi)   | 15      | Benfica                  |
| 21 | HV | Clarence Goodson     | 17 tháng 5, 1982 (29 tuổi)  | 17      | Brøndby                  |
| 22 | TV | Alejandro Bedoya     | 29 tháng 4, 1987 (24 tuổi)  | 8       | Örebro                   |
| 23 | TM | Marcus Hahnemann     | 15 tháng 6, 1972 (38 tuổi)  | 9       | Wolverhampton Wanderers  |

## Thống kê cầu thủ
Đại diện cầu thủ theo câu lạc bộ
Nhiều hon 3 cầu thủ
| Cầu thủ | Câu lạc bộ |
| ------- | --- |
| 8       | Comunicaciones |
| 6       | Municipal |
| 5       | Águila, Luis Ángel Firpo, New York Red Bulls, Saprissa                                                                           |
| 4       | Ciudad de La Habana, Monterrey, Hurricane, Real Salt Lake, Sporting Kansas City, Toluca, Villa Clara                             |
| 3       | Alajuelense, Anchor Q.P.R., Ciego de Ávila, Houston Dynamo, Isidro Metapán, Marathón, Motagua, Moulien, Olimpia, USAC, Vålerenga |

Đại diện cầu thủ theo giải vô địch
Chỉ có các quốc gia CONCACAF
| Quốc gia    | Cầu thủ | Tỉ lệ  | Số cầu thủ bên ngoài đội tuyển quốc gia |
| ----------- | ------- | ------ | --------------------------------------- |
| Tổng        | 276     |        |                                         |
| Hoa Kỳ      | 31      | 11.23% | 24                                      |
| Guatemala   | 23      | 8.33%  | 3                                       |
| Cuba        | 23      | 8.33%  | 0                                       |
| El Salvador | 20      | 7.24%  | 0                                       |
| Mexico      | 18      | 6.52%  | 4                                       |
| Honduras    | 14      | 5.07%  | 1                                       |
| Grenada     | 13      | 4.71%  | 0                                       |
| Costa Rica  | 12      | 4.35%  | 0                                       |
| Guadeloupe  | 7       | 2.53%  | 0                                       |
| Panama      | 7       | 2.53%  | 0                                       |
| Jamaica     | 5       | 1.81%  | 1                                       |
| Canada      | 4       | 1.45%  | 1                                       |
| Khác        | 119     | 43.12% |                                         |

Đội hình của Cuba bao gồm toàn bộ các cầu thủ đến từ giải quốc nội.